# On the Border (film 1913)
On the Border è un cortometraggio muto del 1913 diretto da Wallace Reid che ne è anche interprete principale insieme a Vivian Rich.

## Trama
Un cowboy, capitato per caso in un saloon, si innamora di Ciquita, una bella ballerina. Ma la donna è oggetto della passione di un cameriere messicano che vuole eliminare il suo rivale avvelenandolo.

## Produzione
Il film fu prodotto dall'American Film Manufacturing Company.

## Distribuzione
Distribuito dalla Mutual, il film - un cortometraggio in una bobina - uscì nelle sale cinematografiche degli Stati Uniti il 29 maggio 1913.